# La Gaceta del Fondo de Cultura Económica
La Gaceta del Fondo de Cultura Económica es una publicación mexicana mensual del Fondo de Cultura Económica. En 1987 ganó el Premio Nacional de Periodismo de México y en 2011 el Premio Caniem al Arte Editorial para Publicaciones Periódicas, en la categoría de Culturales y Literarias.

## Historia
El primer número de La Gaceta del Fondo de Cultura Económica apareció en septiembre de 1954, por iniciativa de Arnaldo Orfila Reynal, director del Fondo de Cultura Económica entre 1948 y 1965. En enero de 1971 se inició una "nueva época", cuya numeración sigue usándose al día de hoy; en agosto de 2012 alcanzó la edición 500, celebrada con un número especial. La han dirigido, entre otros, Jaime García Terrés y Luis Alberto Ayala Blanco.
Su primer secretario de redacción fue Emmanuel Carballo. También han sido miembros de la redacción escritores como Adolfo Castañón, Christopher Domínguez Michael, Daniel Goldin, Alejandro Katz, José Luis Rivas, Tedi López Mills, Rafael Vargas Escalante, Marcelo Uribe, David Huerta, Jaime Moreno Villareal, Francisco Hinojosa y David Medina Portillo.
Su diseño, tanto el cabezal como el formato y la diagramación, ha cambiado muchas veces. En particular, la Imprenta Madero tuvo a su cargo la producción en los años setenta; el diseño actual es obra de León Muñoz Santini.